# Curtiss-Wright CW-21
Curtiss-Wright CW-21 Demon («Демон») — американский истребитель, разработанный в середине 30-х годов фирмой «Кертисс-Райт». Не был принят на вооружение ВВС США. Небольшая серия из 24 самолетов была закуплена колониальными войсками Голландской Ост-Индии (ML-KNIL), где они приняли участие в оборонительных боях с ВВС Японии в феврале-марте 1942 года. Планировалось также производство CW-21 в Китае, куда был поставлен первый лётный экземпляр машины и три истребителя CW-21A, отличавшихся конструкцией шасси. Однако, производство CW-21 в Китае так и не было развернуто.
CW-21 известен уникальной скороподъемностью — 22,9 м/сек. Для сравнения, скороподъемность немецкого истребителя Messerschmitt Bf.109Е составляла 15,8 м/сек, столько же развивал японский истребитель А6М2 «Зеро» — основной противник CW-21 во время боев за остров Ява. Скороподъемность британского истребителя «Спитфайр» Mk.1 составляла 13,0 м/сек.

## ТТХ
- Модификация CW-21B
- Размах крыла, м 10.66
- Длина, м 8.03
- Высота, м 2.60
- Площадь крыла, м² 16.19
- Масса, кг
  - пустого самолета 1534
  - нормальная взлётная 2041

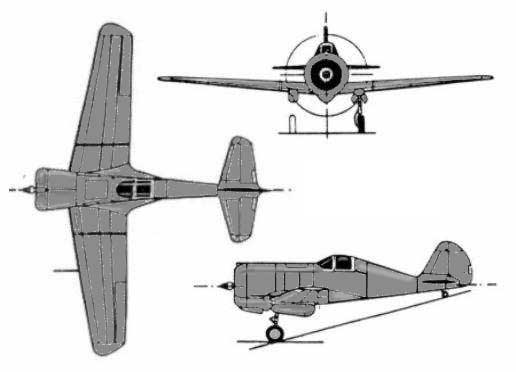

- Тип двигателя 1 ПД Wright R-1820-G5 Cyclon
- Мощность, л. с. 1 х 1000
- Максимальная скорость, км/ч 505
- Крейсерская скорость, км/ч 454
- Практическая дальность, км 1014
- Скороподъемность, м/мин 1372
- Практический потолок, м 10 445
- Экипаж 1
- Вооружение: один 12.7-мм пулемет и три 7.62-мм пулемета